# Mark Rydell
Mark Rydell (New York, 23 maart 1929) is een Amerikaans acteur, filmregisseur en filmproducent. 

## Leven en werk

### Acteur
Hij is als acteur vooral bekend door zijn rol als Jeff Baker in de soapserie As the World Turns en door zijn rol als Walt Johnson in de soapserie The Edge of Night.
Hij verscheen eveneens in enkele langspeelfilms; onder meer in de film noir Crime in the Streets (Don Siegel, 1956),  in de neo noir The Long Goodbye (Robert Altman, 1973) en in het romantisch drama Havana (Sydney Pollack, 1990).

### Regisseur
Als regisseur draaide hij heel wat films die voor Academy Awards genomineerd waren: The Fox (Oscar voor beste originele muziek, 1967), The Reivers (Oscar voor beste mannelijke bijrol en Oscar voor beste originele muziek, 1969), Cinderella Liberty (Oscar voor beste actrice en Oscar voor beste originele muziek, 1973), The Rose (onder meer Oscar voor beste actrice en Oscar voor beste mannelijke bijrol, 1979), The River ( onder meer Oscar voor beste actrice en Oscar voor beste originele muziek, 1984) en For the Boys (Oscar voor beste actrice, 1991). 
Zelf was hij genomineerd voor de Academy Award voor beste regisseur voor zijn drama On Golden Pond, een kaskraker die in 1981 de tweede meest bekeken film was in de Verenigde Staten. Rydell's meest succesrijke film dong ook mee voor de British Academy Film Award voor beste film. De twee hoofdacteurs, filmveteranen  Henry Fonda en Katherine Hepburn, ontvingen de Oscar voor beste acteur en de Oscar voor beste actrice.  
Andere films van zijn hand zijn The Cowboys (een late western van John Wayne, 1972), het drama Intersection (een remake van de Franse filmklassieker Les Choses de la vie, 1994) en het misdaaddrama Even Money (2007).
Rydell werkte eveneens regelmatig voor de televisie. Hij draaide voornamelijk episodes van televisieseries, vooral in de jaren zestig.
Hij is ook nog steeds actief in de Actors Studio afdeling in West Hollywood.

### Privéleen
Rydell was tussen 1962 en 1973 gehuwd met actrice Joanne Linville. Samen hebben ze een dochter, Amy, en een zoon, Christopher. Rydell huwde een tweede keer, met Esther Rydell, een producent van documentaires. Ze hebben samen een zoon, Alexander. Het koppel scheidde in 2007.

## Filmografie (langspeelfilms)
- 1967 - The Fox
- 1969 - The Reivers
- 1972 - The Cowboys
- 1973 - Cinderella Liberty
- 1976 - Harry and Walter Go to New York
- 1979 - The Rose
- 1981 - On Golden Pond
- 1984 - The River
- 1991 - For the Boys
- 1994 - Intersection
- 2007 - Even Money

- Bibsys: 98063511
- Biblioteca Nacional de España: XX1111515
- Bibliothèque nationale de France: cb13899306w (data)
- Catàleg d'autoritats de noms i títols de Catalunya: 981058528564006706
- CiNii: DA08133664
- Gemeinsame Normdatei: 119227452
- International Standard Name Identifier: 0000 0001 2141 1368
- Library of Congress Control Number: n77005927
- Nationale Bibliotheek van Tsjechië: ola2008434482
- Nationale Bibliotheek van Israël: 987007347354405171
- Nederlandse Thesaurus van Auteursnamen: 069459762
- Réseau des bibliothèques de Suisse occidentale: 02-A006488569
- SNAC: w66q6cd4
- Système universitaire de documentation: 130636959
- Union List of Artist Names: 500474620
- Virtual International Authority File: 79167673
- WorldCat: E39PBJv8J7G3V6pjHycPWD9MT3